# Cyornis hoevelli
Cyornis hoevelli là một loài chim trong họ Muscicapidae.